# Бородулинське сільське поселення (Шарканський район)
Бороду́линське сільське поселення (рос. Бородулинское сельское поселение) — муніципальне утворення у складі Шарканського району Удмуртії, Росія. Адміністративний центр — присілок Бородулі.

## Населення
Населення — 760 осіб (2015; 820 в 2012, 831 в 2010).

## Склад
До складу поселення входять такі населені пункти:
| Населений пункт      | Населення, осіб (2010) | Населення, осіб (2012) |
| -------------------- | ---------------------- | ---------------------- |
| Бородулі, присілок   | 245                    | 241                    |
| Кельдиш, присілок    | 295                    | 295                    |
| Кочні, присілок      | 39                     | 38                     |
| Лип-Селяни, присілок | 102                    | 98                     |
| Мала Іта, присілок   | 74                     | 73                     |
| Мукабан, присілок    | 76                     | 75                     |

## Господарство
На території поселення працюють 9 приватних підприємств та 7 магазинів. Соціальна сфера представлена 2 школами, 2 дитячими садочками, 2 фельдшерсько-акушерськими пунктами, 2 клубами та 2 бібліотеками.
Сільське господарство займається вирощуванням зернових культур, розведенням великої рогатої худоби.